# آلایوئه، شهرستان ایدا-ویرو
آلایوئه (به لاتین: Alajõe) یک روستا در استونی است که در شهرستان ایدا-ویرو واقع شده‌است.

## خصوصیات
الاجو ۱۴۷ نفر جمعیت دارد.